# Переверзєв Василь
Василь «Прозоров» Переверзєв — український рок-музикант, найбільш відомий як лідер, вокаліст і автор пісень київського альтернативного гурту «ТОЛ», військовослужбовець бригади «Азов».

## Життєпис
Народився 5 січня 1981 року, в місті — Кривий Ріг. З 1999 року проживає в Києві, одружений. У березні 2024 року вступив до бригади НГУ «Азов».

### Музична творчість
Василь Перевєрзєв був ударником гурту «Аероплан» (Кривий Ріг) і гурту «Dollheads». З 2000 року він грав на барабанах у гурті «Вхід У Змінному Взутті» у складі музикантів гурту «Samosaboyzz», а коли створив «ТОЛ», то певний час поєднував роботу в обох гуртах.

#### ТОЛ (2003—2013)

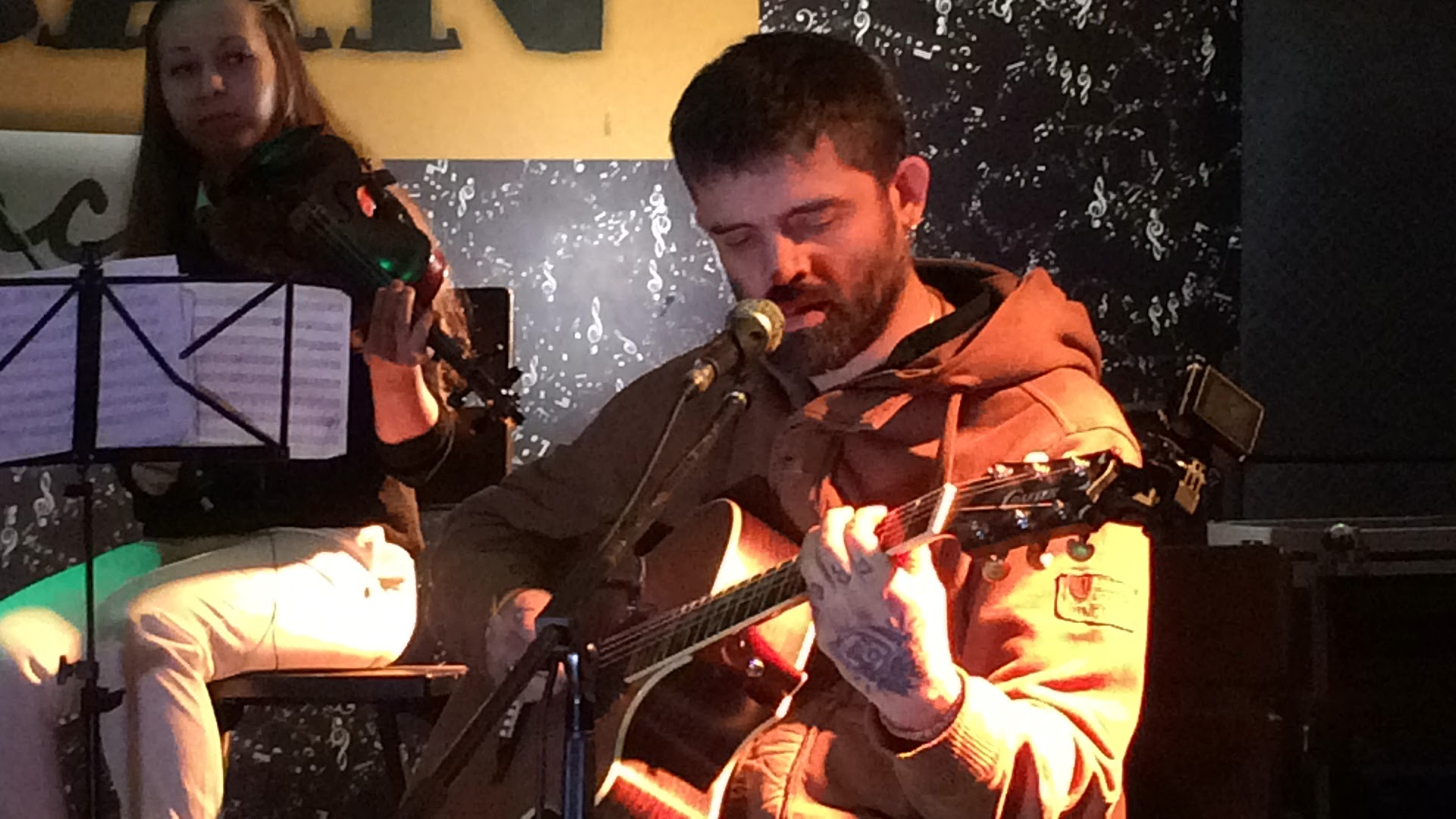
Концерт ПНД у Кривому Розі (2017)

22 травня 2003 року Василь Переверзєв (Прозоров) та Сергій Любинський (KNOB), які переїхали до Києва з Кривого Рогу, і вже певний час мріяли про створення власної команди, заснували гурт «ТОЛ». До гурту також увійшли: Євген Петрусенко (Дакіла) з Павлограда, Дмитро Дзюба (Джимбо) та Юрій Іщенко (Разборчивый) з міста Токмак (Запорізька область), Олександр Козярук (Digitol) з Кропивницького, який змінив на початку 2005 року в гурті діджея МакБіта.
Василь став вокалістом гурту, хоча вокалу ніколи ніде не вчився. У піснях він використовує всі сторони свого непересічного вокалу — від акапельного розспіву до кричущого емоціями скріму.
Прозоров — автор усіх текстів пісень ТОЛу. Він пише тексти про боротьбу людини із внутрішнім і зовнішнім світом українською та російською мовою.
| Я буду писати і співати тією мовою, якою мені найкраще в певний час виразити свої почуття. В цьому не має жодного політичного підтексту. |
| Для мене російська мова більш груба, більш жорстка... Я ніколи не ставлю собі за мету написати пісню, вона сама вилазить, і вилазить вже певною мовою. |
У деяких піснях присутня ненормативна лексика, але не вульгарна, а як спосіб вираження почуттів. Слова пісень містять багато печалі, безвиході, відчаю, ненависті, самотності — цілий набір різних, в основному негативних, відвертих емоцій. Жорстка протестна лірика Прозорова просякнута депресією та здоровою злістю на бездушне суспільство і недосконалий світ.
| Я пишу тільки про те, що сам переживаю, про що сам думаю. |
2013 року Василь Переверзєв за станом здоров'я вирішив призупинити музичну діяльність, і тому 27 березня 2013 року гурт «ТОЛ» заявив про припинення свого існування.
Прозоров пояснює, що у нього стався «внутрішній колапс», після чого він став дивитися по-іншому на світ і на гурт. Він розповів, що причиною розпаду ТОЛ стала відсутність віри, віри в щось чи в когось. Тому він обрав шлях перезавантаження, в результаті чого багато речей побачив під іншим кутом. Тепер у нього є не тільки віра, а й сім'я, яка його нескінченно надихає. Можливість возз'єднання гурту здається йому мізерно малою: «Це виняткова ситуація. Матеріал ТОЛ вимагає узгодженості та щирості. Але для мене це вже інша епоха».

#### ПНД (2009)
У 2009 році в Києві Прозоров, Джимбо (на той час ще учасники "ТОЛ"у) та Антон Семикопенко (MED, the ВЙО) створили спільний акустичний проект — гурт «ПНД», в якому Василь співає і грає на акустичній гітарі. У березні 2010 року вийшов їх перший альбом «Два Аккорда», який складається з пісень Прозорова, написаних ним в проміжок часу з 2000 по 2009 рік поза творчістю гурту «ТОЛ». Альбом був записаний Антоном Семикопенко на студії RusanivkaRecords та виданий INSHAMUZIKA — Moon Records.
Співпрацює з музичним проектом Віктора Придувалова VOID.
Нещодавно Прозоров презентував свою авторську акустичну програму «Дім».
28 липня 2023 Василь випустив сольну пісню в акустичному варіанті «Ми», прокоментувавши так: «Розкривати свій потенціал, свою внутрішню силу, нам допомагають знання. Допомагаймо один одному отримати їх та засвоїти.» Звукозапис і міксинг треку здійснив Олексій Носенко.

#### Прозак (2023)
В вересні 2023 року Василь створив гурт мотиваційного року «Прозак», до складу якого увійшли: вокал — Василь Прозоров Переверзєв, гітара — Олександр Дудка, бас — Олексій Носенко, барабани — Олександр Касярум.
1 жовтня 2023 вийшов перший трек гурту — «Рушаємо».
31 жовтня 2023 вийшов другий трек гурту — «Страта».
21 грудня 2023 гурт випустив третій реліз «Передайте нашим».
30 грудня 2023 Гурт «Прозак» випустив пісню «Сила».
24 лютий 2024 в день другої річниці повномасштабного вторгнення світ побачила п'ята пісня гурту «Прозак» — «Тримайся».
В березні 2024 з п'ятої спроби добровольцем доєднався до лав 12 бригади спеціального призначення «Азов» НГУ.
29 липня 2024 вийшов реліз гурту «Прозак» «МИ» (за рік після акустичної сольної версії). Це — виконання обіцянки, даної Прозоровим після релізу цієї пісні в акустичному звучанні на його ютюб каналі.
В Азові опанував професію оператора БПЛА. Паралельно з підготовкою боєприпасів для дронів готувався до фестивалю «Faine Misto» 2024.

### Режисерська діяльність

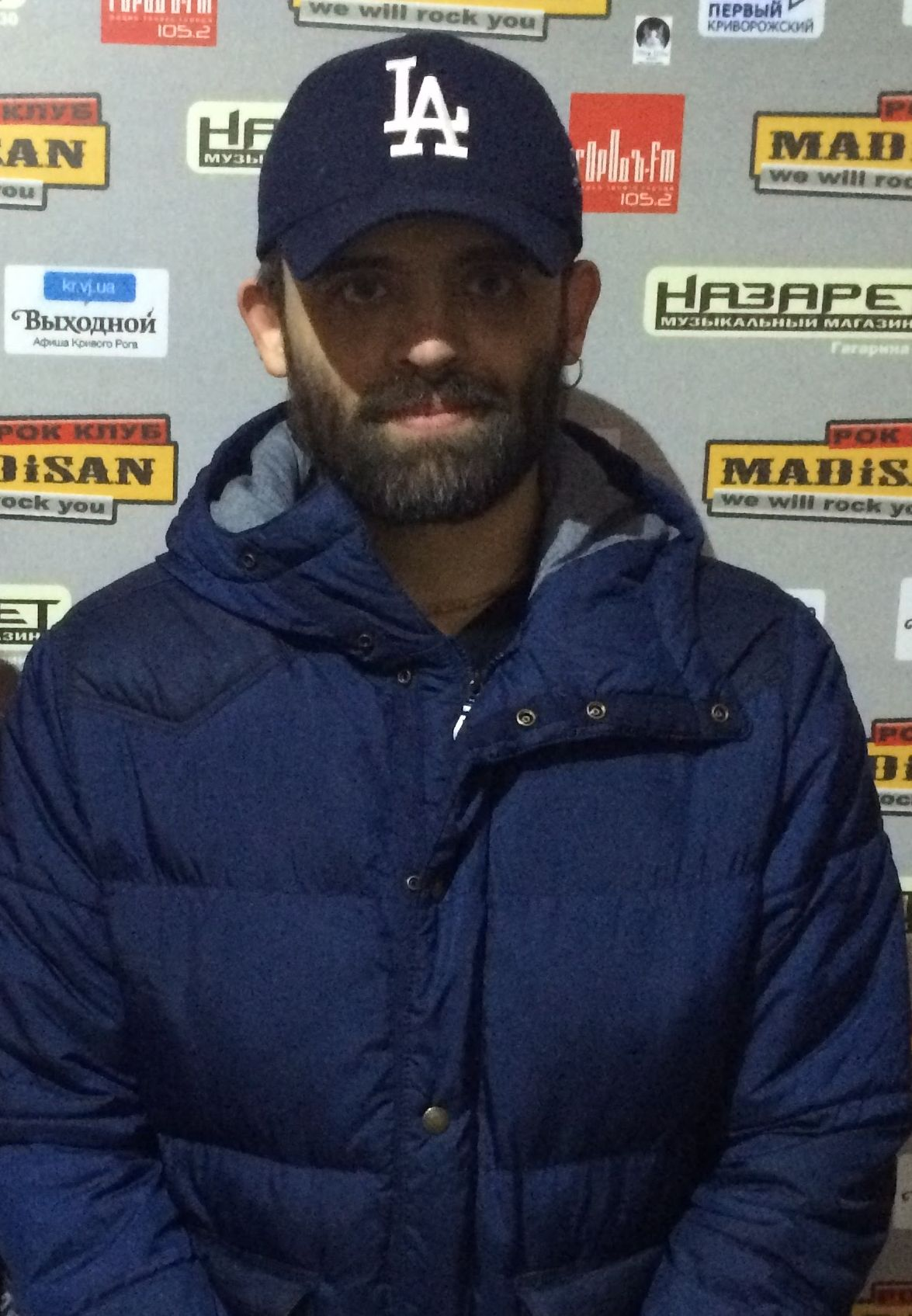
Переверзєв у 2017

Переверзєв робить рекламні відеоролики для концертів, займається відеомонтажем, режисурою і зйомками відео, має досвід в кліпмейкерстві. Працював з досить знатними режисерами, його вчить монтажу Віктор Придувалов.
Одна з його перших монтажних робіт — перший відеокліп ТОЛу «3-кі».
Прозоров — режисер дебютного відео гурту SNUFF — Воспоминания, першого офіційного відеокліпу гурту АННА — Гламур, кліпу гурту Merva — До себе в рай, дебютного відео гурту Pins — Мандруй зі мною, відеороботи на пісню «Родина моя» гурту ГАЛяК.
Перший відеокліп, який Прозоров знімав для власного гурту ТОЛ — це відеокліп на пісню «Клей. Мо». Це повністю його робота (режисура, монтаж).
Також Василь Переверзєв — режисер відеокліпу власного гурту ПНД на пісню «Пингвинья (Время)».
В 2022 році став режисером кліпу НіагАра — Прокинься. Також у кліпі акторами стали діти Василя — Радомира та Лев Переверзєви. Художником-постановником стала Олена Переверзєва.

### Цікаві факти
- Прозорова можна побачити у відеокліпі гурту Друга Ріка — Пробач, гурту Время и Стекло — Кафель, гурту Ляпис Трубецкой — Lyapis Crew.
- Прозоров допомагав лідеру гурту АННА Віктору Новосьолову з організацією фестивалю «Руйнація».
- Брав участь у постановці за мотивами твору «Сто років самотності» Габріеля Маркеса у незалежній криворізькій експериментальній театральній групі «Баобаб» (ВаоВаВ). Запропонувала йому зіграти роль режисер Тетяна Леонідова. Для нього цей досвід був унікальний, тому що крім шкільних спроб взяти участь у театральній постановці, в його житті на той час не було нічого подібного. Після цього він почав спілкуватися з Олександром Шапіро і зніматися у нього.
- У 2012 році став героєм випуску передачі Любимый стих на Торф ТВ.

## Висловлювання
|  | Коли я став виходити на сцену, я зрозумів, що таке енергетична і психологічна віддача. Це дуже багато. Якщо не відшкодовувати все це чимось, то можна закінчити передчасно... |

|  | Взагалі я меломан. Але періодично змушую себе не слухати нічого нового, тому що, коли у мене натхнення, я не хочу його збити чимось іншим, щоб підсвідомо не взяти звідти хоча б одну ноту, удар або емоцію. |

|  | Мені хочеться витягнути з себе все те, що мене турбує, все те, що прийшло, і викласти це на лист, на інструмент. |

Про пісню гурту ТОЛ — ВОР, яка стала пророчою:
|  | У кожного акорду, у кожного звуку є свій характер і він йде від якогось внутрішнього голосу. Коли KNOB, гітарист, приніс перший риф, я запитав: про що це? Він каже - не знаю, але я бачу танки їдуть, війну... Ми стали розкручувати тему війни і я почув там українську мову. Найчастіше так і буває - при перших враженнях, асоціаціях відразу всередині народжується якийсь один рядок або щось в цьому роді, з чого потім виходить пісня. |